# Izgube pri ogrevanju
Izguba pri ogrevanju je pojav, ko se v objektih toplota izgublja na različne načine. Prvi izmed vzrokov za izgubo je namerno prekomerno prezračevanje stanovanjskih prostorov. Drugi je slaba izoliranost objektov oz. prevelika količina toplotnih mostov. In še ogrevalne izgube, to so izgube, ki nastanejo pri zgorevanju, ki ga opredeljuje razmerje zrak/gorivo.

## Individualno ogrevanje
Individualno ogrevanje na trda goriva (drva, premog) je najstarejši način ogrevanja. Poteka z različnimi pečmi na trda goriva v vsakem od prostorov. Reguliranje pri takem ogrevanju je izredno slabo, izkoristek je nizek, temperaturni profil v prostoru je neugoden in odnašati je potrebno pepel ter prinašati gorivo. Električne energije za ogrevanje ne potrebujemo. Onesnaževanje zraka in saj je veliko, potrebujemo tudi dimnik. Kot lokalna kurišča se obravnava tudi objekte, ki so v urbaniziranem okolju z daljinskim ogrevanjem in na njega niso priključeni, imajo pa svoj sistem ogrevanja, ki povzroča izpuste. Označujemo jih kot negativen pojav in močno onesnažujejo ter obremenjujejo zrak v mestih.
Poznamo tudi druge, bolj sodobne in ekološko manj obremenjujoče načine individualnega ogrevanja, kot so ogrevanje na zemeljski plin, na utekočinjen plin, na kurilno olje, na elektriko, s toplotno črpalko, z biomaso (sekanci, peleti).
Ti načini ogrevanja se v večini primerov uporabljajo v individualnih stanovanjskih objektih (hiše, poslovni prostori, ipd.).

### Izgube
Klasične stanovanjske hiše, starejšega tipa, brez primerne toplotne izolacije, s slabim izkoristkom ogrevalnega sistema, imajo veliko večjo porabo, kot novejše energetsko bolj varčne stanovanjske hiše. Na izgube vpliva več dejavnikov in sicer, zunanje stene in stene proti neogrevanim prostorom, stropna konstrukcija med neogrevanimi prostori, tla nad neogrevano kletjo, ipd. Največ izgub nastane s prekomernim prezračevanjem, s slabo izoliranim pročeljem, slabo izolirano streho ter s slabim toplotnim tesnjenjem oken in vrat.

## Daljinsko ogrevanje
Daljinsko ogrevanje je način ogrevanja, pri katerem toploto prenašamo od vira toplote k porabnikom po vročevodnem cevnem omrežju. Snov s katero prenašamo toploto je najpogosteje voda. Vir toplote je kotlovnica ali toplarna. Toplarna je objekt v katerih se sočasno proizvaja električna energija in toplota. Kotlovnice in toplarne uporabljajo za gorivo kurilno olje, zemeljski plin, biomaso, lahko pa sežigajo tudi odpadke. 
Prednosti daljinskega ogrevanja so kontrolirani izpusti dimnih plinov, ki so za proizvodne naprave strožji, kot pri lokalnih kuriščih. Izpusti produktov zgorevanja so izvedeni izven bivalnih con (po navadi visok dimnik) in s tem bistveno vplivajo na lokalno kakovost zraka.

### Izgube
Toplotne izgube so zelo pomemben dejavnik, ki ga moramo upoštevati. Pri načrtovanju izolacije je potrebno zraven ustrezne izbire izolacije, izvesti tudi izračune toplotnih izgub. 
Toplotne izgube so odvisne od več dejavnikov, kot sta masni in volumski pretok vode v cevi. Pomembne so tudi toplotne izgube cevovoda v zraku, cevovoda v kinetah in toplotne izgube predizoliranih cevi v zemlji. Pri omenjenih oblikah vročevoda je pomembna zaščita pred zunanjo vlago, saj je to zelo pomemben dejavnik pri življenjski dobi cevi. Zato moramo poskrbeti za ustrezno zaščito le-te. Vsi ti dejavniki pa se razlikujejo glede na letni čas (poletje/zima).
Prav tako tudi pri stanovanjskih objektih ogrevanih z daljinskim ogrevanjem največ izgub nastane s prekomernim prezračevanjem, s slabo izoliranim pročeljem, ter s slabim toplotnim tesnjenjem oken in vrat.

### Vročevod
Za prenos toplote od energetskega vira do odjemalčevih naprav – je treba zgraditi cevovode, po katerih se pretaka vroča voda. Večina omrežij je bila včasih zgrajena v zemlji v betonskih kinetah, zadnje čase pa se uporablja predvsem sistem neposrednega polaganja predizoliranih cevovodov v zemljo. Tak način je v svetu splošno uveljavljen in cenejši od klasičnega s kineto.

### Medij - voda
Voda se uporablja za prenos energije in toplote v vročevodu. Vir vode je podtalnica ali površinska voda. Naravna voda ni primerna za direktno uporabo, zato jo je potrebno vedno ustrezno pripraviti. 
V vodi raztopljene soli kalcija in magnezija se pri segrevanju izločajo in odlagajo na stene cevi v obliki trdnih oblog. 
Vodo lahko pripravimo eksterno ali interno. Pri eksterni pripravi uporabljamo mehansko čiščenje, obarjalne postopke, ionsko izmenjavo in membransko separacijo. Pri interni pripravi pa poznamo fizikalne postopke odplinjevanja in kemijsko kondicioniranje. 

### Ekologija
Pri prej omenjeni pripravi vode pa moramo biti pozorni predvsem na to, da voda v vročevodu ustreza ekološkim kriterijem, saj ne sme vsebovati nobenih naravi škodljivih snovi.

### Izgube
Del vode katero toplarna pošlje v vročevod se zaradi različnih dejavnikov tudi izgubi. To imenujemo izguba na mreži. Največkrat se voda na ta način izgubi na razvodih in na mestih, kjer so cevi spojene. Pri tem je zelo pomembna kontrola pri gradnji vročevodnega omrežja (tlačni preizkus). Največ vode v vročevodu se pa izgubi zaradi korozije, pri čemer pride do izlitja večje količine vode.

### Poškodbe in življenjska doba
Najpogostejše poškodbe na vročevodu so utrujenost materiala, korozija ter mehanske poškodbe. Pričakovana življenjska doba vročevoda je približno 40 - 50 let. Zelo pomembno je pravilno vzdrževanje vročevodnega omrežja, saj s tem podaljšujemo življenjsko dobo le-tega. Ko pride do poškodbe vročevoda, s tem ni povzročena samo škoda z izgubo vode, temveč tudi odjemalci s tem ostanejo brez ogrevanja.

### Sanacija
Pri sanaciji vročevoda je zelo pomembno, da je popravilo izvedeno zelo kakovostno, pri čem mora biti tudi ustrezen nadzor, saj samo tako lahko trajno odpravimo skrb, da se napaka na tem mestu ne bo ponovila. Sanacija poškodb oz. napak na vročevodu je praviloma dokaj visok strošek za lastnike vročevodnega omrežja, saj se le-ta poteka po javnih površinah (ceste, pločniki, mostovi, ipd.). Sanacija mora biti izvedena zelo hitro, kakovostno in s čim manjšimi posegi v okolje (zapora ceste, občinska in okoljska dovoljenja, ipd.).

## Objekti
Poznamo individualne objekte, večstanovanjske objekte in industrijske objekte. Pri vseh omenjenih pa velja, da se ločijo na energetsko varčne in na energetsko potratne objekte. Porabljena toplota je za posamezni objekt zelo odvisna od raznih dejavnikov kot so; ali se stanovanje nahaja v energetsko varčnem objektu ali ne, kakšen je režim ogrevanja (trajanje ogrevanja), ogrevalne navade potrošnikov, lega stanovanja v objektu, možnost individualne kontrole porabljene toplote, zunanje temperature zraka.

### Energetsko varčni objekt
Če je stanovanje v energetsko varčnem objektu z nizko obračunsko močjo in imajo vsa stanovanja vgrajene delilnike porabe toplotne energije in izvedene vse ukrepe za učinkovito rabo energije (vgradnja termostatskih ventilov na grelnih telesih, hidravlično uravnovešen ogrevalni sistem), je lahko njegova specifična letna poraba tudi 44 kWh/m2 ogrevalne površine. 

### Energetsko potratni objekt
Če je stanovanje v izrazito energetsko potratni stavbi, kjer so prav tako nameščeni delilniki porabe toplotne energije, ostali ukrepi za učinkovito uporabo toplotne energije pa niso izvedeni, je lahko njegova specifična letna poraba toplote tudi 124 kWh/m2 ogrevane površine in več.